# Breidenbacher Grund
Der Breidenbacher Grund (mundartlich Brärebocher Ground oder Brärebicher Ground) ist eine Region um das zentrale Dorf Breidenbach im Hessischen Hinterland. Der Name Breidenbacher Grund entstammt ursprünglich einem historischen Gerichtsbezirk im Amt Blankenstein, der sich in den Grenzen minimal vom Naturraum unterscheidet (s. u.).
Der Breidenbacher Grund beschreibt außerdem einen bis 562 m ü. NN hohen, größtenteils im äußersten Westen des Landkreises Marburg-Biedenkopf liegenden Naturraum (320.00) innerhalb des naturräumlich zum Westerwald (32) gezählten Gladenbacher Berglandes (320). Dieser ist der nördlichste Teil sowohl der Haupteinheit Gladenbacher Bergland als auch der Haupteinheitengruppe Westerwald. Zentraler Fluss ist die Perf, die den Breidenbacher Grund in etwa mittig von Süd nach Nord durchfließt.
Seit der Hessischen Gebietsreform wird der Begriff auch häufiger synonym mit der Gemeinde Breidenbach und ihren sieben Ortsteilen benutzt, wie etwa bei der gleichnamigen Revierförsterei oder dem Nachbarschaftsraum der evangelischen Kirche.

## Grenzen
Ostgrenze ist das Tal der Dautphe, Nordgrenze das der Lahn. Beide bilden den angrenzenden Naturraum Oberes Lahntal (320.2), der das Gladenbacher Bergland von der angrenzenden Sackpfeife (333.3) nebst Vorhöhen (332.0) trennt, die beide zum Rothaargebirge bzw. seinem Östlichen Vorland gehören.
Im Süden geht der Breidenbacher Grund in das Hochplateau der Bottenhorner Hochflächen über, dessen Tallagen mit über 400 m ü. NN (Breidenbacher Grund: ca. 300 m ü. NN) deutlich montaner ausfallen. Dabei ragt eine Schneise rund um das breite Tal des Perf-Nebenflusses Gansbach bis weit in die Hochflächen hinein, während ansonsten die Trennlinie weitgehend in Ost-West-Richtung verläuft.
Im südlichen Westen bildet die Wasserscheide zwischen Dietzhölze und Perf die Grenze zum Naturraum 321.1 Oberes Dilltal (mit Dietzhölzetal), im nördlichen Westen stellt die Wasserscheide zwischen dem westlicheren Lahn-Nebenfluss Banfe und der Perf die Grenze innerhalb des fließenden Überganges zum Wittgensteiner Bergland (333.2) und somit zum Rothaargebirge dar.

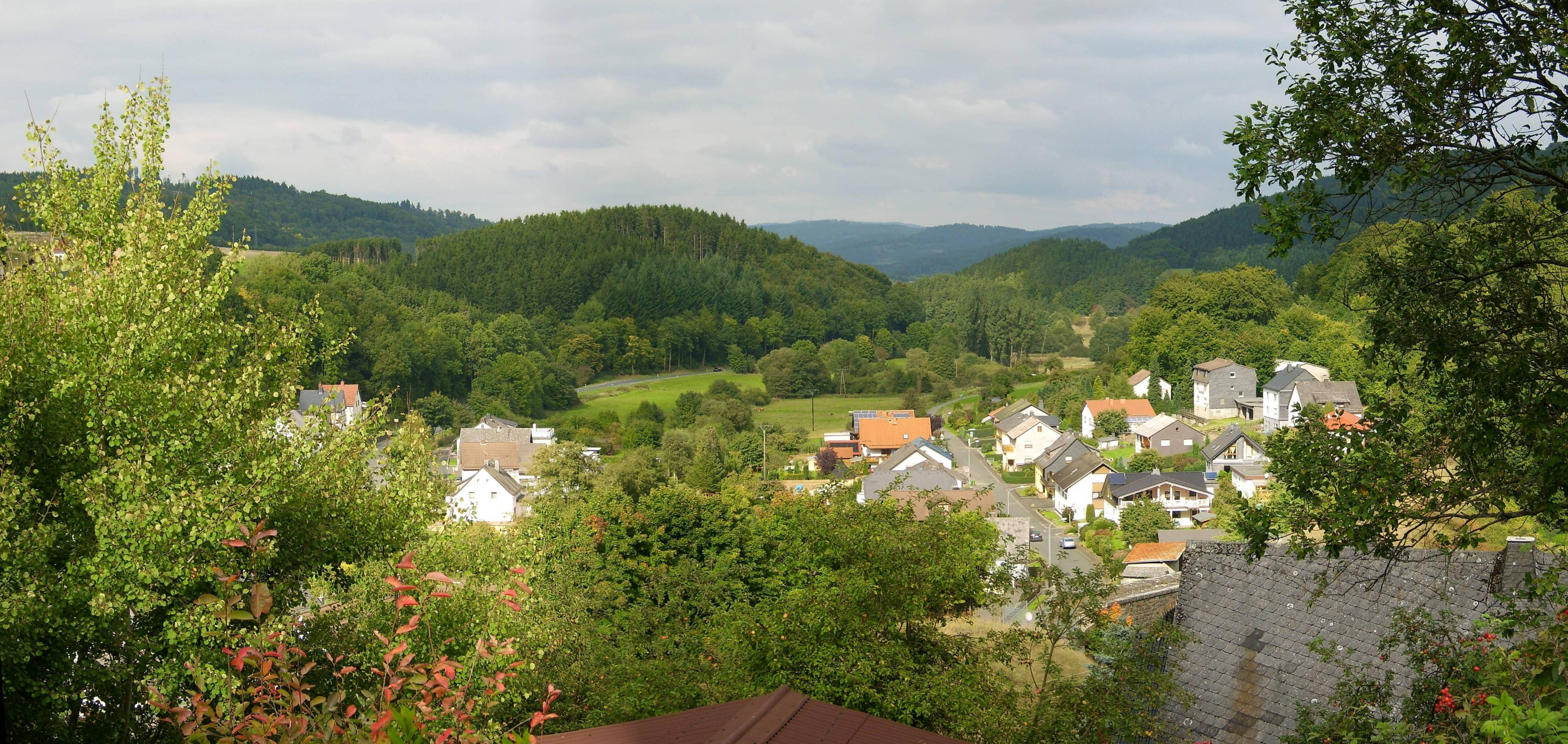
Das untere Gansbachtal bei Frechenhausen, im Hintergrund der Schwarzenberg und die Sackpfeife. Der Flusslauf ist links der Ortschaft, aber noch unterhalb der Landesstraße 3042 erkennbar

## Flüsse
Aus Obigem ergibt sich, dass praktisch alle Flüsse des Breidenbacher Grundes über die Perf und (kürzere) linke Nebenflüsse der Dautphe nach Norden hin zur Lahn entwässern. Neben der Perf selber sind die wichtigsten Flüsse dessen linke Nebenflüsse Gansbach, Hörle, Diete, Gladenbach und Boxbach, längs deren Tälern auch diverse Ortschaften liegen (und oftmals auch namensgebend sind). Außerdem wäre der Dautphe-Zufluss Fortbach nebst seiner Quellflüsse zu nennen, an denen die beiden Dautphetal-Ortsteile (s. u.) liegen.

## Orte
Alle Ortsteile der namensgebenden Gemeinde Breidenbach liegen im Breidenbacher Grund. Hinzu kommen, neben den beiden westlichen Dautphetal-Ortsteilen Silberg und Hommertshausen (letzterer Ort an der Südostgrenze) noch sämtliche Ortsteile der Gemeinde Steffenberg außer bis auf Steinperf sowie Gönnern und Frechenhausen aus der Gemeinde Angelburg.
An der südlichen Westgrenze liegen ferner die zum Lahn-Dill-Kreis gehörigen Orte Roth und Simmersbach (zu Eschenburg), während an der nordwestlichen Nahtstelle zum Rothaargebirge unbesiedelte Teile der Stadt Bad Laasphe in den Breidenbacher Grund ragen. Auch unbesiedelte Teile der Stadt Biedenkopf treffen den Naturraum. Auch Breidenstein (heute Ortsteil von Biedenkopf) gehört dazu.

## Grenzen des historischen Gerichtsbezirkes
Der zum Amt Blankenstein gehörige, historische Gerichtsbezirk Breidenbacher Grund umfasste neben den aufgeführten Orten auch Breidenstein und Wallau an und Weifenbach jenseits der Lahn sowie die naturräumlich zu den Bottenhorner Hochflächen gezählten Orte Lixfeld und Steinperf. Demgegenüber gehörten die im Einzugsgebiet der Dautphe liegenden Orte Hommertshausen und Silberg zum Gericht Dautphe im Amt Biedenkopf.
Somit umfasste der Grund Breidenbach die heutigen Gemeinden Breidenbach, Steffenberg und Angelburg sowie einige westliche Stadtteile Biedenkopfs und nordöstliche Gemeindeteile Eschenburgs.
Der Gerichtsbezirk war unterteilt in zwei Verwaltungsbezirke, und zwar in Obergericht und Untergericht. Das waren geografische Unterteilungen und hatten nichts mit unterschiedlicher Gerichtsbarkeit zu tun. Das Obergericht lag von Breidenbach aus gesehen am Oberlauf der Gansbach und das Untergericht unten.

## Berge

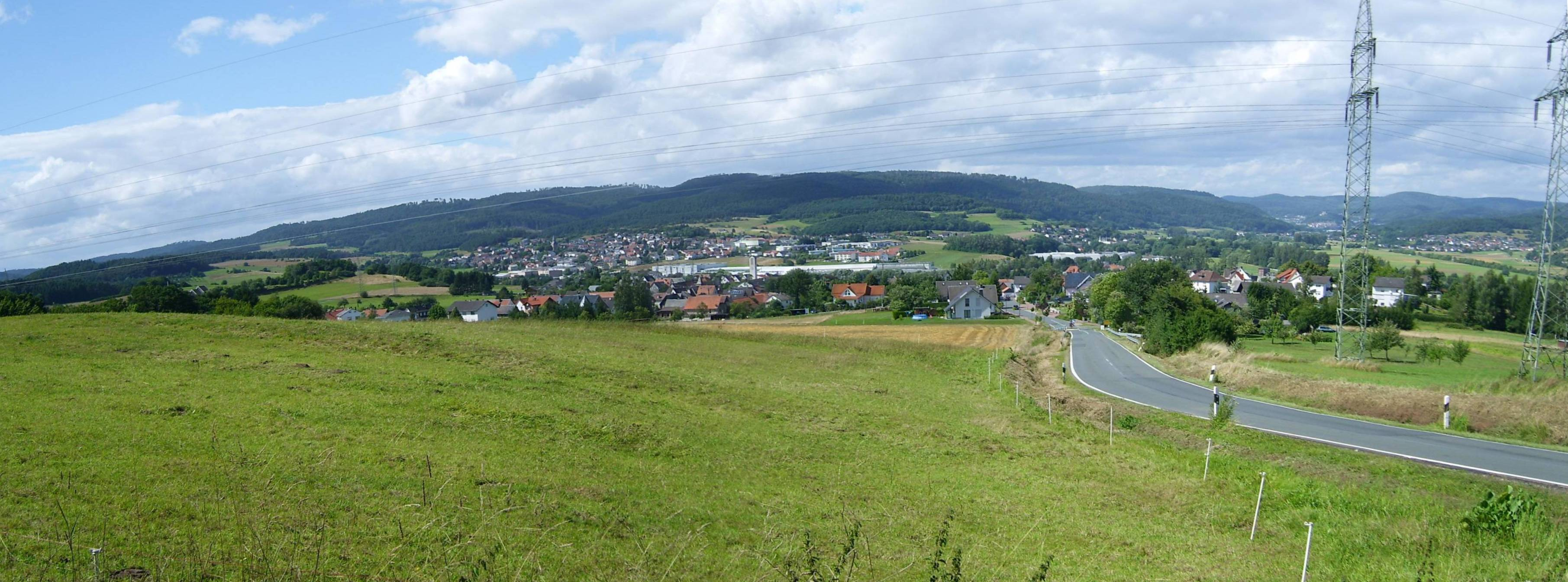
Der 533 m hohe Schwarzenberg-Ableger Nimerich von Südosten aus

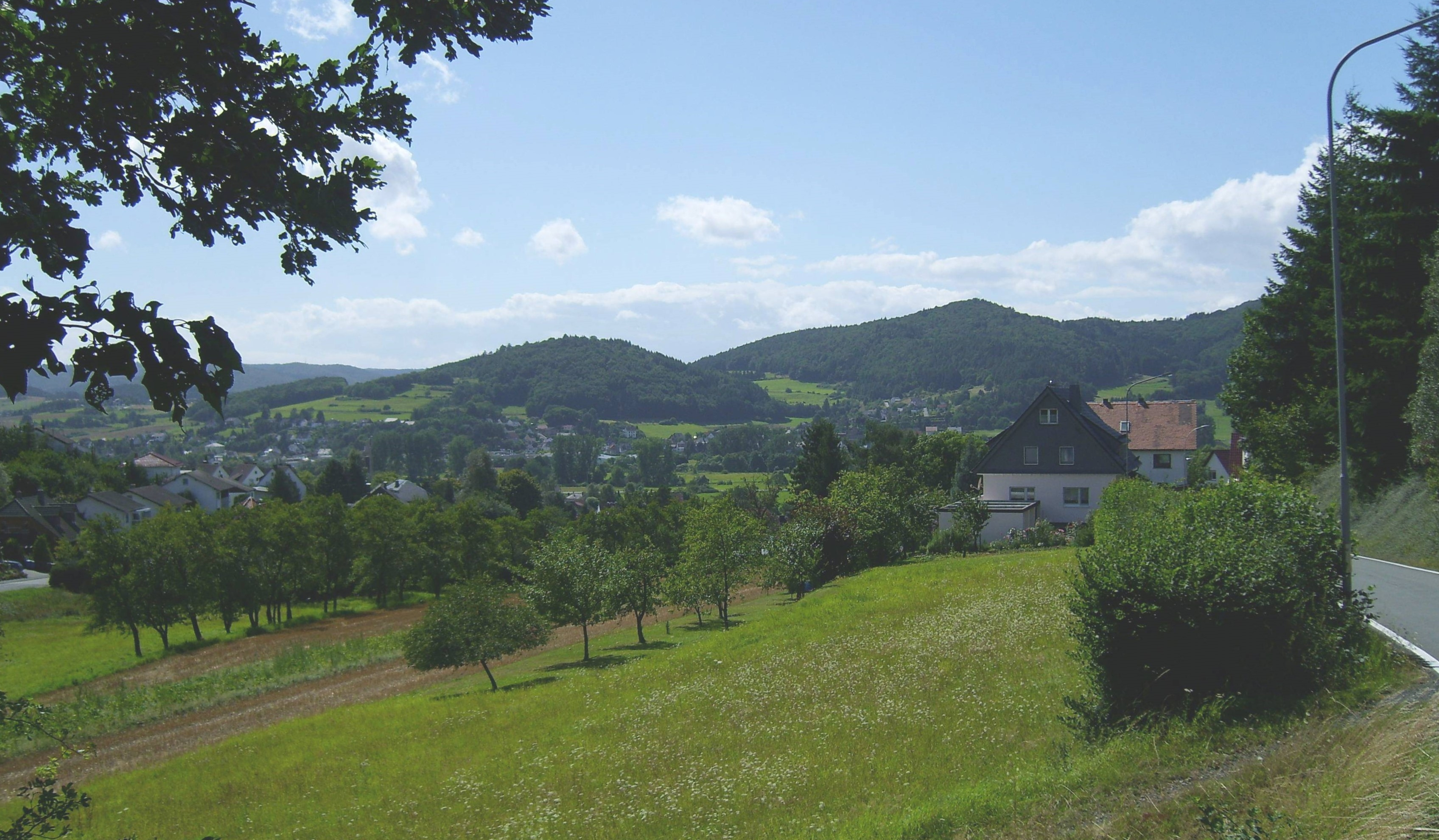
Blick von Osten auf die Südostausläufer des 561 m hohen Schwarzenberges, nämlich den 378 m hohen Roth (Mitte) und den 461 m hohen Beilstein (rechts), an die sich noch weiter rechts der 533 m hohe Nimerich anschlösse. Links, im ferneren Hintergrund, die Bottenhorner Hochflächen mit der 609 m hohen Angelburg (Fernsehturm)

Mit Abstand die bekannteste Erhebung des Breidenbacher Grundes ist der 561 m ü. NN hohe Schwarzenberg zwischen Biedenkopf und Breidenbach, der das Zentrum eines recht großen, durch keine öffentliche Straße unterbrochenen Waldgebietes darstellt, das nach Norden bis ins Obere Lahntal ragt und nach Westen von der Perf begrenzt wird.
Das zweite, mit maximal 562 m ü. NN etwa gleich hohe und flächenmäßig kaum kleinere, jedoch von der B 253 durchschnittene Waldgebiet, geht von Steffenberg aus nach Nordwesten fließend in das Wittgensteiner Bergland mit dem unmittelbar folgenden, deutlich höheren Großen Ahlertsberg (645 m ü. NN, auf Bad Laaspher Gemarkung) über.
Der Süden ist dem gegenüber zu größeren Teilen unbewaldet, und nennenswerte Erhebungen dort gehören bereits zu den sich anschließenden Bottenhorner Hochflächen.
Nach Höhe geordnet, wären an Erhebungen zu nennen:
- Hommerichskopf (562 m, an der westlichen Nahtstelle zum Rothaargebirge)
- Schwarzenberg (561 m, östlicher Norden)
- Hahn (557 m, im Westen, nördlich von Oberdieten)
- Hachenberg (552 m, westlich von Biedenkopf gelegener Schwarzenberg-Nordgipfel)
- Schadenberg (545 m, zwischen Niederhörlen im Südosten und Oberdieten im Nordwesten)
- Galgenberg (541 m, äußerster Südwesten; westlich von Oberhörlen und nordöstlich von Simmersbach)
- Grossersloh (539 m, südöstlich von Niederdieten und westlich von Wolzhausen)
- Entenberg (535 m, südlich von Bad Laasphe gelegen im äußersten Norden)
- Nimerich (533 m, höchste Erhebung der Gemeinde Dautphetal, Südosten des Schwarzenberg-Waldes)
- Engelgrube (483 m, zwischen Quotshausen, Silberg und Niedereisenhausen)
- Großer Kahn (478 m, nördlichste Erhebung des Schwarzenberg-Waldes, nordwestlich von Biedenkopf)